# 舍伊特尔
舍伊特尔，是匈牙利佐洛州所辖的一个村，总面积36.16平方公里，总人口1559，人口密度43.1人/平方公里（2010年1月1日）。